# Station Aligse
Station Aligse (Haltepunkt Aligse) is een spoorwegstation in de Duitse plaats Aligse, in de deelstaat Nedersaksen. Het station ligt aan de spoorlijn Lehrte - Cuxhaven.

## Indeling
Het station heeft twee zijperrons, welke niet zijn overkapt maar voorzien van abri's. De perrons zijn verbonden via een overweg in de straat Peiner Heerstraße. In deze straat bevindt zich ook de bushalte van het station. Bij het station is er een fietsenstalling.

## Verbindingen
Het station is onderdeel van de S-Bahn van Hannover, die wordt geëxploiteerd door DB Regio Nord. De volgende treinseries doen het station Aligse aan:
| Serie | Treinsoort             | Route                                  | Bijzonderheden |
| ----- | ---------------------- | -------------------------------------- | -------------- |
| S6    | S-Bahn (DB Regio Nord) | Hannover Hbf – Aligse – Celle          |                |
| S7    | S-Bahn (DB Regio Nord) | Hannover Hbf – Lehrte – Aligse – Celle |                |

Hamburg-Harburg ·
Meckelfeld ·
Maschen · 
Stelle ·
Ashausen ·
Winsen (Luhe) ·
Radbruch ·
Bardowick ·
Bardowick ·
Lüneburg ·
Bienenbüttel ·
Bad Bevensen ·
Emmendorf ·
Uelzen ·
Suderburg ·
Unterlüß ·
Eschede ·
Celle ·
Ehlershausen ·
Otze ·
Burgdorf (Han) ·
Aligse ·
Lehrte ·